# Mukesh
Mukesh ist ein indischer männlicher Vorname.

## Herkunft und Bedeutung
Mukesh ist ein Beiname für den Hindu-Gott Shiva und bedeutet wörtlich Eroberer der Muka Dämon.

## Namensträger
- Mukesh (Sänger) (1923–1976), indischer Sänger
- Mukesh Ambani (* 1957), indischer Unternehmer
- Neil Nitin Mukesh (* 1982), indischer Schauspieler, Produzent und Drehbuchautor